# Izabela Domaciuk-Czarny
Izabela Mieczysława Domaciuk-Czarny – polska filolog, dr hab. nauk humanistycznych, adiunkt Instytutu Filologii Polskiej Wydziału Humanistycznego Uniwersytetu Marii Curie-Skłodowskiej.

## Życiorys
9 lutego 2000 obroniła pracę doktorską Nazwy własne w prozie Stanisława Lema, 2 czerwca 2016 habilitowała się na podstawie pracy zatytułowanej Nazwy własne w przestrzeni literackiej i wirtualnej typu fantasy. Jest zatrudniona na stanowisku adiunkta w Instytucie Filologii Polskiej na Wydziale Humanistycznym Uniwersytetu Marii Curie-Skłodowskiej.